# Patryk Rachwał
Patryk Rachwał (Zabrze, 27 gennaio 1981) è un ex calciatore polacco, di ruolo centrocampista.

## Carriera

### Club
A giugno del 2007 firma un triennale con il GKS Bełchatów.
A giugno del 2010 firma un triennale con il Polonia Varsavia. La stagione successiva rescinde il suo contratto e così passa allo Zagłębie Lubin.

### Nazionale
Debutta in nazionale l'11 dicembre 2003 nella vittoria fuori casa per 0-4 contro il Malta. L'ultima partita in nazionale viene disputata il 27 aprile 2005 nel pareggio fuori casa per 1-1 contro il Messico.

## Statistiche

### Cronologia presenze e reti in nazionale
| Cronologia completa delle presenze e delle reti in nazionale ― Polonia | Cronologia completa delle presenze e delle reti in nazionale ― Polonia | Cronologia completa delle presenze e delle reti in nazionale ― Polonia | Cronologia completa delle presenze e delle reti in nazionale ― Polonia | Cronologia completa delle presenze e delle reti in nazionale ― Polonia | Cronologia completa delle presenze e delle reti in nazionale ― Polonia | Cronologia completa delle presenze e delle reti in nazionale ― Polonia | Cronologia completa delle presenze e delle reti in nazionale ― Polonia |
| Data                                                                   | Città                                                                  | In casa                                                                | Risultato                                                              | Ospiti                                                                 | Competizione                                                           | Reti                                                                   | Note                                                                   |
| ---------------------------------------------------------------------- | ---------------------------------------------------------------------- | ---------------------------------------------------------------------- | ---------------------------------------------------------------------- | ---------------------------------------------------------------------- | ---------------------------------------------------------------------- | ---------------------------------------------------------------------- | ---------------------------------------------------------------------- |
| 11-12-2003                                                             | Ta' Qali                                                               | Malta                                                                  | 0 – 4                                                                  | Polonia                                                                | Amichevole                                                             | -                                                                      |                                                                        |
| 14-12-2003                                                             | Ta' Qali                                                               | Polonia                                                                | 3 – 1                                                                  | Lituania                                                               | Amichevole                                                             | -                                                                      |                                                                        |
| 11-7-2004                                                              | Chicago                                                                | Stati Uniti                                                            | 1 – 0                                                                  | Polonia                                                                | Amichevole                                                             | -                                                                      |                                                                        |
| 27-4-2005                                                              | Chicago                                                                | Messico                                                                | 1 – 1                                                                  | Polonia                                                                | Amichevole                                                             | -                                                                      |                                                                        |
| Totale                                                                 |                                                                        | Presenze                                                               | 4                                                                      |                                                                        | Reti                                                                   | 0                                                                      |                                                                        |